# Tenrek zwyczajny
Tenrek zwyczajny, kretojeż bezogonowy (Tenrec ecaudatus) – gatunek ssaka z podrodziny tenreków (Tenrecinae) w obrębie rodziny tenrekowatych (Tenrecidae). 

## Systematyka

### Taksonomia
Takson po raz pierwszy zgodnie z zasadami nazewnictwa binominalnego opisał w 1778 roku niemiecki zoolog Johann Christian Daniel von Schreber pod nazwą Erinaceus ecaudatus. Miejsce typowe to Madagaskar. Holotyp nieznany. Jedyny przedstawiciel rodzaju tenrek (Tenrec) który zdefiniował w 1799 roku francuski zoolog Bernard Germain de Lacépède.
Pomimo dużych różnic w wielkości i ogólnym wyglądzie pomiędzy Tenrec i Hemicentetes zostały rozpoznane podobieństwa między obydwoma taksonami na podstawie pewnych cech morfologicznych i behawioralnych. Badania morfologiczne i molekularne potwierdziły, że te dwa rodzaje tworzą klad i są taksonami siostrzanymi dla dwóch pozostałych rodzajów z obrębu Tenrecinae, Echinops i Setifer. 
Gatunek monotypowy.

### Etymologia
- Tenrec (Tenrecus): nazwa ‘tandraka’ oznaczająca w języku malgaskim tenreka[17][18].
- Centetes: gr. κεντητης kentētēs ‘ten, kto kłuje’, od κεντεω kenteō ‘kłuć’[19].
- ecaudatus: nowołac. ecaudatus ‘bezogonowy, bez ogona’, od łac. ex- ‘brak, bez, nie’; -caudatus ‘-ogonowy’, od cauda ‘ogon’[20].

## Występowanie i biotop
Tenrek zwyczajny występuje na Madagaskarze, natomiast na Komorach, Seszelach, Mauritusie i Reunionie został introdukowany początkowo jako pokarm dla pracowników plantacji. Zamieszkuje tereny krzewiaste i lasy równikowe, często w pobliżu źródeł wody. Spotykany również na polach ryżowych, plantacjach i w ośrodkach miejskich. Pojawia się do wysokości 2500 m n.p.m.

## Charakterystyka
| Podstawowe dane (samce są większe od samic) | Podstawowe dane (samce są większe od samic) |
| ------------------------------------------- | ------------------------------------------- |
| Długość ciała (bez ogona)                   | 182–350 mm                                  |
| Długość ogona                               | 100–160 mm                                  |
| Długość ucha                                | 19–36 mm                                    |
| Długość tylnej stopy                        | 31–48 mm                                    |
| Masa ciała                                  | 148–430 g                                   |
| Dojrzałość płciowa                          | 182 dni                                     |
| Ciąża                                       | 56–64 dni                                   |
| Liczba młodych w miocie                     | 1-32                                        |
| Długość życia                               | 8 lat w niewoli                             |

### Wygląd
Największy przedstawiciel rodziny tenrekowatych. Ciało silne i muskularne. Głowa wydłużona, zakończona spiczastym ryjkiem. Oczy i uszy małe. Ogon szczątkowy. Ubarwienie w zależności od rejonu występowania waha się od szaro-brązowego do czerwono-brązowego. Sierść jest gęsta i składa się ze sztywnych włosów i tępych kolców. Kolce młodych są koloru białego. Kończyny przednie są dłuższe od tylnych. Łapy o pięciu palcach zakończone są ostrymi pazurami. Samice mają zazwyczaj 12 par sutków. Układ pokarmowy, rozrodczy i wydalniczy łączą się w fałdzie skórnym przypominającym kloakę.

### Tryb życia
Ssak ten prowadzi samotny i nocny tryb życia. Dorosłe tenreki starają się unikać nawzajem, z wyjątkiem okresu rozrodu i matki opiekującej się młodymi. Głównie okresy aktywności przypadają na wieczór (od 18 do 21 godz.) oraz noc (od 1 do 5 godz.). Często można go spotkać podczas kąpieli na polach ryżowych. W poszukiwaniu pożywienia potrafi wspinać się na strome skały i rzadziej na drzewa. Nora zwykle znajduje się w pobliżu potoków lub strumieni i ma kształt litery Y. Przeważnie ma dwa wyjścia i komorę sypialną długości 1–2 m. Podczas suchych zimowych miesięcy kiedy zasoby pokarmowe są ograniczone, ssak ten zapada w głęboki sen. Areał osobniczy wynosi 0,5-2 ha. W sytuacji zagrożenia stroszy sztywne włosy i kolce na grzbiecie i wydaje z siebie syczące odgłosy. Otwiera też szeroko paszczę i w ostateczności kąsa. Młode wytwarzają dźwiękowy sygnał alarmowy w procesie zwanym strydulacja. Na ten dźwięk rodzeństwo rozbiega się i szuka schronienia. Długie wąsy i włosy na plecach wykorzystywane są do wykrywania drgań. Mają też dobry zmysł wzroku. Do komunikacji wykorzystują również bodźce zapachowe.

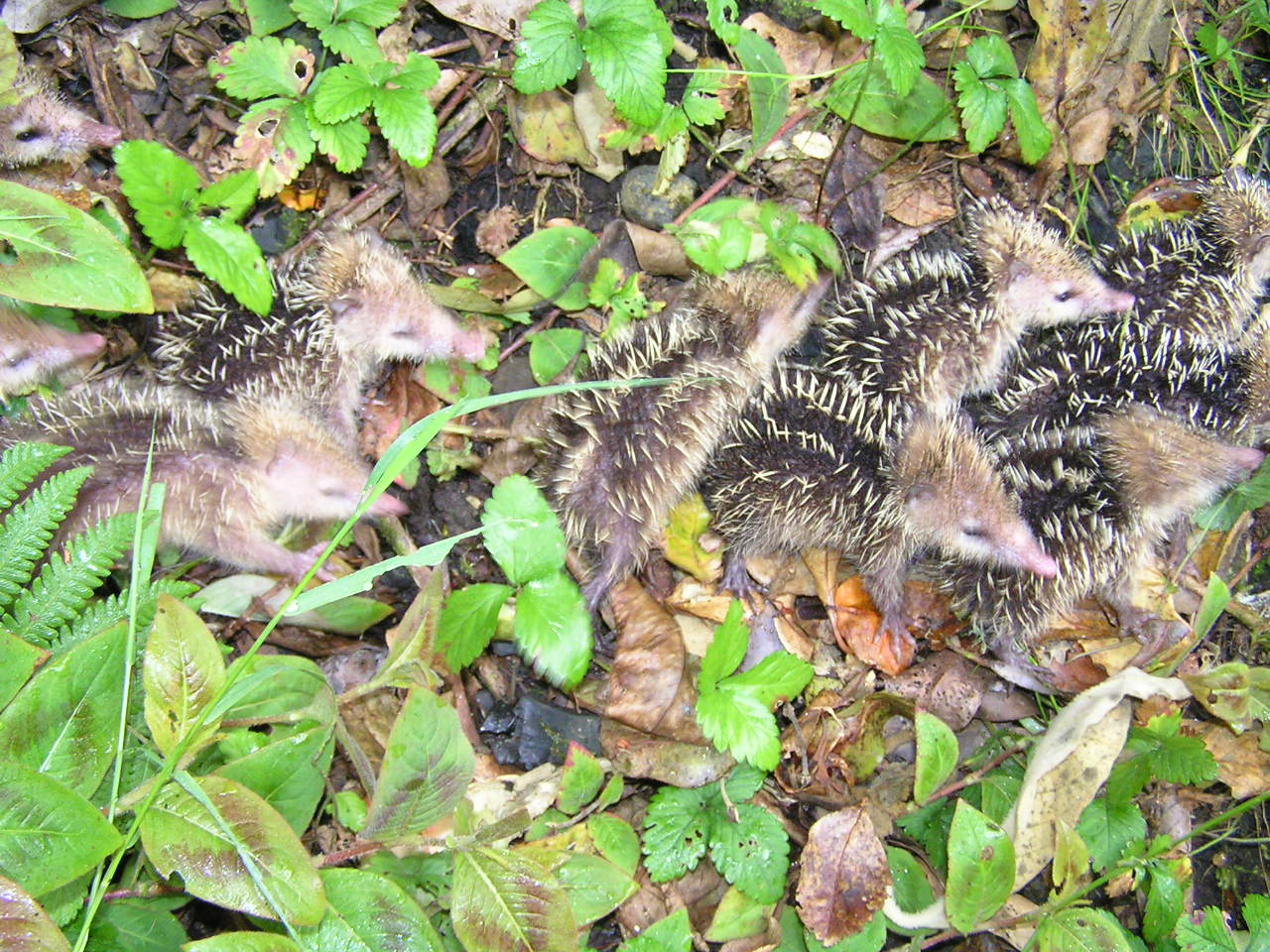
Młode tenreki zwyczajne

Okres godowy przypada głównie na październik i listopad. Samce często staczają walki o samice. Podczas spotkania para nawzajem się obwąchuje po czym przystępuje do krycia. Podczas kopulacji samiec przytrzymuje samicę przednimi nogami i częstą ją liże. Ciąża trwa zwykle 56–64 dni. Po tym okresie rodzi się 1-32 młodych (zwykle jednak 10-20) o masie urodzeniowej 21 g. Wielkość miotu zależy od warunków w jakich występuje ten ssak: w tropikalnych lasach Seszeli w pobliżu równika wynosi około 10, w większości badanych obszarów 15, natomiast na sawannach 20. Młode rodzą się słabo rozwinięte i z zamkniętymi oczami (które otwierają po 14 dniach). Okres laktacji trwa około 4 tygodnie. Po tym okresie matka wyprowadza młode i zaczynają przyjmować stały pokarm. Zmiana ubarwienia następuje po 60 dniach życia. Po 3-4 miesiącach zazwyczaj opuszczają gniazdo i rozpoczynają samodzielne życie.
Tenrek zwyczajny jest wszystkożerny. Na pokarm składają się głównie owady, dżdżownice i inne bezkręgowce oraz rośliny, owoce, płazy, gady i małe ssaki. Długi pysk oraz włosy czuciowe wykorzystywane są do szukania pokarmu pod ściółką leśną. Do rozłupywania twardych pancerzy owadów wykorzystuje silne mięśnie szczęk.

## Znaczenie
Niewiele wiadomo na temat drapieżników polujących na tenreka. Jedynie człowiek polował na te ssaki od tysięcy lat, głównie dla mięsa. Ponadto jako owadożerca niewątpliwie redukuje populacje owadów szkodników. Mogą być nosicielami bakterii wywołujących leptospirozy.

## Zagrożenia i ochrona
W Czerwonej księdze gatunków zagrożonych Międzynarodowej Unii Ochrony Przyrody i Jej Zasobów został zaliczony do kategorii LC (ang. least concern ‘najmniejszej troski’). Nie ma większych zagrożeń dla populacji tego gatunku. Jedynie wprowadzone szczury z rodzaju Rattus mogą być w pewnych okolicznościach konkurencją dla tenreka zwyczajnego.